# Anomalohalacarus ruffoi
Anomalohalacarus ruffoi is een mijtensoort uit de familie van de Halacaridae. De wetenschappelijke naam van de soort is voor het eerst geldig gepubliceerd in 1979 door Morselli & Mari.